# José Miguel de Carvajal y Manrique
José Miguel de Carvajal, Vargas y Manrique, książę San Carlos, hrabia Castillejo y del Puerto, Grand Hiszpanii (ur. 8 maja 1771 w Limie, zm. 17 lipca 1828 w Paryżu) – hiszpański arystokrata i wojskowy, absolutysta i reakcjonista związany z dworem hiszpańskiego króla Ferdynanda VII.

## Życiorys
Urodził się w Limie, w kolonialnym wicekrólestwie Peru. Był synem Mariana Joaquína de Carvajal y Brun, aktywnego członka takich instytucji naukowych jak Królewska Akademia Historii, Hiszpańska Akademia Królewska i Królewska Akademia Sztuk Pięknych św. Ferdynanda.
Król Karol IV mianował go opiekunem swojego następcy, księcia Asturii, przyszłego Ferdynanda VII. Pałacową funkcję zarządcy mayordomo mayor pełnił w latach 1805–1807. Zdobył zaufanie i przyjaźń księcia, odegrał ważną rolę w czasie zamieszek w Aranjuez w 1808, podczas których obalono pierwszego ministra Manuela Godoya, osobistego książęcego wroga. Towarzyszył Ferdynandowi w czasie niewoli na zamku w Valençay, gdzie od 1808 do 1813 więził go Napoleon Bonaparte.
Po wstąpieniu Ferdynanda VII na tron i przywróceniu monarchii absolutnej Carvajal został wynagrodzony przez króla za swoją wierność i służbę. Po raz drugi otrzymał stanowisko mayordomo mayor i awans do stopnia generała porucznika. Został także pierwszym sekretarzem stanu w 1814, jednak król pozbawił go stanowiska w tym samym roku, pod pretekstem zaawansowanej krótkowzroczności Carvajala. W zamian został delegowany na kongres wiedeński. Po raz trzeci został mayordomo mayor w latach 1814–1815. W latach 1814–1816 został także dyrektorem Banku Hiszpanii oraz, mimo że nie interesował się literaturą, Hiszpańskiej Akademii Królewskiej. W tej instytucji pozwalniał liberałów i afrancesados (zwolenników francuskiego oświecenia), aby zastąpić ich swoimi znajomymi.
W 1814 zarząd Kanału Aragońskiego zlecił wykonanie indywidualnych portretów króla Ferdynanda VII i księcia San Carlos do swojej siedziby. Obrazy namalował Francisco Goya, który złagodził mankamenty urody księcia, takie jak wydatna żuchwa i orli nos.
Po rewolucyjnym okresie liberalnego trzylecia (1820–1823) jako członek Rady Państwa bronił idei absolutyzmu.

## Ordery i odznaczenia
- Order Złotego Runa (Hiszpania)
- Krzyż Wielki Orderu Karola III (Hiszpania)
- Krzyż Wielki Orderu Izabeli Katolickiej (Hiszpania)
- Krzyż Wielki Orderu Świętego Hermenegilda (Hiszpania)
- Komandor Orderu Alcántara (Hiszpania)
- Order Ducha Świętego (Francja)
- Order Świętego Michała (Francja)
- Order Świętego Januarego (Sycylia)
- Order Świętego Ferdynanda (Sycylia)
- Order Orła Czarnego (Prusy)
- Order Orła Czerwonego (Prusy)
- Order Świętego Stefana (Węgry)
- Order Gwelfów (Hanower)
- Odznaka Lilii (Francja)[5]